# 卑路乍灣海濱長廊
卑路乍灣海濱長廊（英語：Belcher Bay Promenade），正式名稱為城西道海濱花園（英語：Shing Sai Road Promenade），是香港的一處海濱公園，位於香港島堅尼地城加多近街海旁，2020年10月19日啟用，由康樂及文化事務署管理，佔地5,900平方米，海濱段全長172米。卑路乍灣海濱長廊前身為西區公眾貨物裝卸區的一部分。公園採用開放管理模式。然而正因如此，公園啟用兩年後，遭到不少市民投訴噪音問題。公園是日落打卡勝地。在中秋期間，公園會舉辦夜市。
卑路乍灣海濱長廊是寵物公園。不過該公園被投訴寵物角圍欄太矮，只有85厘米，狗隻太容易跳過圍欄，並有區議員反映狗隻因而走失。
卑路乍灣海濱長廊東南面設有一個社區園圃，名為「堅．農圃」，經常舉辦農家樂活動，並採用有機耕作模式。